# November 2018
Dit artikel geeft een chronologisch overzicht van de belangrijkste gebeurtenissen per dag in de maand november van het jaar 2018.

## Gebeurtenissen

### 2 november
- Op het wereldkampioenschap turnen in Doha behaalt de Belgische gymnaste Nina Derwael goud op de brug met ongelijke leggers met een score van 15.200. Dit is de eerste gouden medaille ooit voor België op een WK gymnastiek.[1]

### 6 november
- Jij bent toch mijn dochter? van Sarah Blom komt uit.

### 7 november
- Bij een schietpartij in een nachtclub in de Amerikaanse stad Thousand Oaks vallen 12 doden. De dader pleegt zelfmoord.

### 11 november
- Bij een aardverschuiving in de Braziliaanse stad Niterói, een voorstad van Rio de Janeiro, komen zeker veertien mensen om het leven.[2]

### 16 november
- Tijdens een wetenschappelijk congres in Versailles wordt de kilogram geherdefinieerd. Vanaf 20 mei 2019 is de door het BIPM bewaarde cilinder, van een platina-iridiumlegering, niet langer de standaardmaat.

### 25 november
- De Russische Marine blokkeert de Straat van Kertsj, die de verbinding vormt tussen de Zwarte Zee en de Zee van Azov. De Oekraïense president Porosjenko roept op tot verhoogde paraatheid van het leger.
- De Belgen Thomas Pieters en Thomas Detry winnen de World Cup of Golf, het officieuze wereldkampioenschap golf voor landenploegen, in Melbourne.[3]

### 26 november
- De lander InSight landt met succes op het oppervlak van Mars en verstuurt zijn eerste foto's.

### 28 november
- In Georgië wordt Salome Zoerabisjvili met 59,5% van de stemmen tot nieuwe president gekozen, in een tweede ronde tegen oppositiekandidaat Grigol Vasjadze van de Verenigde Nationale Beweging. Zoerabisjvili is op papier een onafhankelijke kandidaat maar wordt gesteund door de regerende Georgische Droom.(Lees verder)

## Overleden
← · januari · februari · maart · april · mei · juni · juli · augustus · september · oktober · november · december ·  →